# كاتيا زامولودتشيكوڤا
يكاترينا بتروڤنا زامولودتشيكوڤا (بالروسية: Екатерина Петро́вна Замоло́дчикова) ، والمعروفة بالأغلب باسم «كاتيا»، هي شخصية خُلقت من قِبل برايان جوزيف ماكوك (من مواليد 1 مايو 1982) في عروض الدراق وهو دراق كوين وممثل وكوميدي. تشتهر كاتيا بكونها متسابقة في الموسم السابع من روبول دراق ريس والموسم الثاني لـ روبول دراق ريس: أول ستارز، وكذلك للظهور في سلسلة World Wonder الكوميدية على الويب unhhh وسلسلة The Trixie & Katya Show جنبًا إلى جنب مع زميلتها تريكسي ماتيل

## بداية حياته
ماكوك من مارلبورو (ماساتشوستس) لديه أخ أكبر منه وأخت اصغر منه. وهو من أصل أيرلندي وتربى تربية كاثوليكية. وقد تخرج من مدرسة مارلبورو الثانوية في عام 2001 وحضر كلية ماساتشوستس للفنون والتصميم ودرس الفيديو وفنون الأداء، وهناك أصبح مهتمًا في فن الدراق لأول مره.

## حياته الفنية
خلق ماكوك شخصية إيكاترينا بيتروڤنا زامولودتشيكوڤا في عام 2006، وأخذ اسم المسرح من مجموعة من الأسماء الروسية ومن أسم أحد لاعبات الجمباز المفضلة لديه إيلينا زامولودتشيكوڤا. عند إنشاءه لشخصية الدراق كاتيا، ذكر ماكوك أنه استوحاه من «النساء الكوميديات مثل تريسي أولمان، ماريا بامفورد وإيمي سيداريس». ذكر ماكوك في برنامج روبول دراق ريس أن الجانب الروسي من شخصيته استلهمه من استاذه في كلية ماساتشوستس للفنون والتصميم، والذي "لم يغادر المنزل من دون وجه كامل من المكياج مع ستة بوصات من الخناجر في الثلج." ماكوك ليس روسياً بنفسه لكنه أخذ عدة دورات في اللغة الروسية واستخدم شريط كاسيت يسمى «انطقه بشكل مثالي» لإتقان اللهجة.

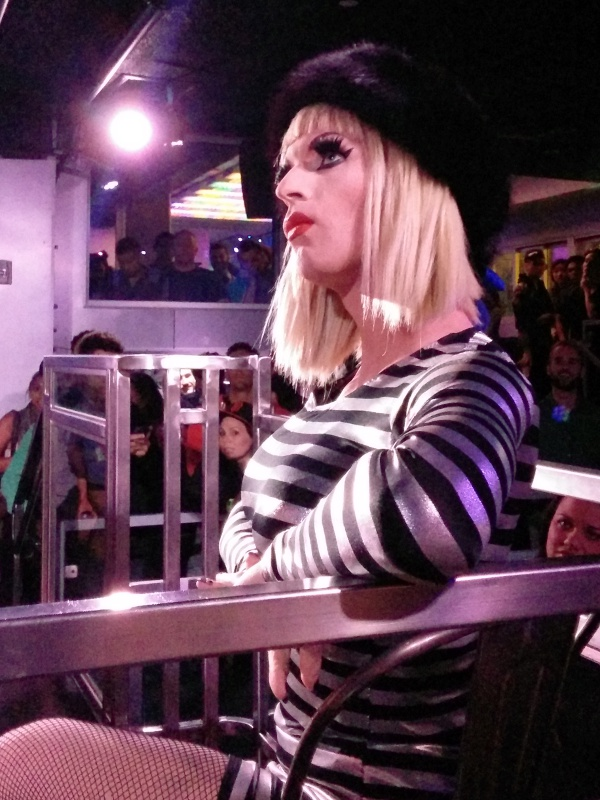

استضاف ماكوك بشخصية كاتيا عرض الدراق الشهري «البيريسترويكا» وأصبحت معروفة في مشهد الدراق المحلي في بوسطن لأداء أغانٍ لفنانين روسيين معروفين مثل Alla Pugacheva و t.A.T.u. و Glukoza.
روبول دراق ريس
كانت كاتيا قد حاولت المشاركة في روبول دراق ريس أربع مرات قبل أن يتم اختيارها للمشاركة في الموسم 7. فازت بتحديين قبل إستبعادها في الحلقة 11، وحلت في المركز الخامس. كان قرار إستبعادها مثيرًا للجدل حيث كانت محبوبة بين المشاهدين. خلال حفل لم شمل الموسم السابع تم التصويت عليها ملكة اللطافة من قِبَل المشاهدين.
في 16 مايو 2016 ظهرت كاتيا في ختام روبول دراق ريس الموسم الثامن لتتويج ملكة اللطافة: سينثيا لي فونتين.
في 17 يونيو 2016 تم الإعلان عن كاتيا كأحد المتنافسين في الموسم الثاني من روبول دراق ريس: أول ستارز. وُضِعت في المرتبة الثانية جنباً إلى جنب مع ديتوكس وفازت في الموسم الاسكا ثاندرفاك.
مشاريع أخرى
حمّلت كاتيا العديد من سلاسل الويب الكوميدية على قناتها في يوتيوب “we love katya” ، بما في ذلك RuGRETs و RuFLECTIONS و Drag 101 و Total RuCall ، وآخرها عن مصفف شعر من بوسطن يعيش في صندوق قمامة.
في نوفمبر 2015 ظهرت كاتيا في ألبوم كريسمس كوينز، وغنت نسخة معدلة من أغنية «12 يومًا من عيد الميلاد» مع تريكسي ماتيل.

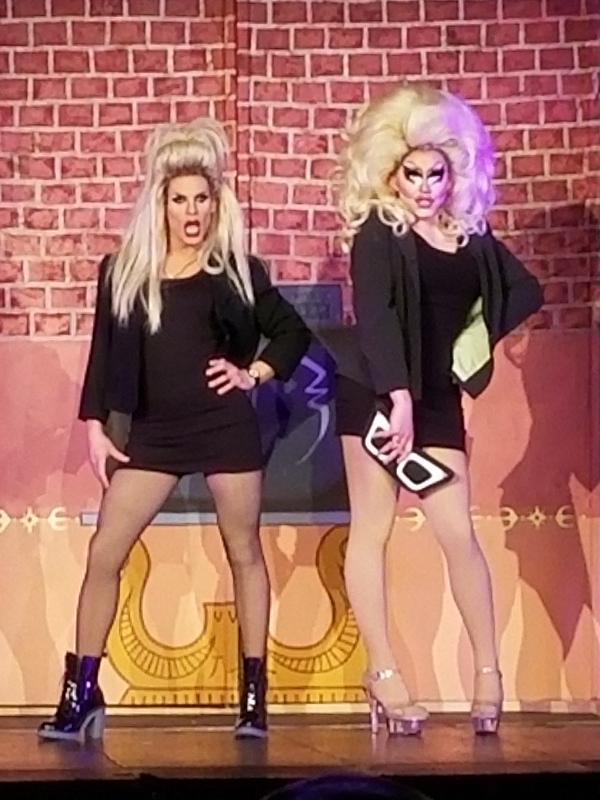
كاتيا و تريكسي ماتيل

شارك الثنائي في استضافة سلسلة على الويب على قناة World of Wonder على يوتيوب بعنوان unhhh والذي عرض لأول مرة في مارس 2016. في 21 أغسطس 2017 تم الإعلان عن عرض خاص بهم على قناة فيسالاند بعنوان The Trixie & Katya Show ، والذي عرض لأول مرة في 15 نوفمبر 2017.
كاتيا قدمت دوراً في فيلم Hurricane Bianca 2: From Russia With Hate ، من إخراج مات كوجلمان وبطولة بيانكا ديل ريو.
اعتباراً من عام 2018 تشارك كاتيا في استضافة بودكاست يسمى متقلبة بشكل غريب مع كريغ ماكنيل.

## حياته الشخصية
على الرغم من أن شخصية كاتيا مزدوجة الميول الجنسية إلا أن ماكوك مثلي.
في يناير 2018 ، أعلن ماكوك عن فترة انقطاع عن العمل لأسباب تتعلق بـ صحته النفسية وتم تأجيل جولته الكوميدية "Help me, I’m Dying"، حتى ربيع 2019. وبعودته إلى تويتر في مارس 2018 أعلن ماكوك أنه من المحتمل إعادة تسمية هذه الجولة بعد شفائه.
في حلقة يوم 20 مارس من بودكاست متقلبة بشكل غريب، وصف ماكوك فترة انقطاعه عن الدراق بالتفصيل قائلاً انه عانى من إفراطه في تعاطي الميثامفيتامين. عاد لفترة وجيزة ليعيش مع عائلته في ولاية ماساتشوستس قبل الدخول إلى مركز لإعادة التأهيل في ولاية أريزونا.

## روابط خارجية
- كاتيا زامولودتشيكوڤا على موقع IMDb (الإنجليزية)
- كاتيا زامولودتشيكوڤا على موقع ميوزك برينز (الإنجليزية)
- كاتيا زامولودتشيكوڤا على موقع قاعدة بيانات الفيلم (الإنجليزية)